# Municipio de Guadalupe de Ramírez
El municipio de Guadalupe de Ramírez es uno de los 570 municipios en que se divide el estado mexicano de Oaxaca. Localizado al noroeste de la entidad, su cabecera es el pueblo del mismo nombre.

## Geografía
Guadalupe de Ramírez se localiza en las coordenadas geográficas extremas 17°43′ - 17°47′ de latitud norte y 98°6′ - 98°14′ de longitud oeste, forma parte de la región Mixteca y del distrito de Silacayoapam. Su altitud va de 1000 a 1800 metros sobre el nivel del mar y su extensión territorial total es de 30.926 kilómetros cuadrados que representan el 0.03% de la extensión del estado.
Limita al norte con el municipio de Santiago Tamazola y con el municipio de San Nicolás Hidalgo, al este con el municipio de Mariscala de Juárez, al sureste con el municipio de San Jorge Nuchita y al sur y oeste con el municipio de Silacayoápam.

## Demografía
La población total del municipio de acuerdo con el Censo de Población y Vivienda realizado en 2010 por el Instituto Nacional de Estadística y Geografía, es de 1 425 habitantes, de los que 689 son hombres y 736 son mujeres.
La densidad de población asciende a un total de 46.08 personas por kilómetro cuadrado.

### Localidades
El municipio se encuentra formado por solo tres localidades, su población de acuerdo al censo de 2010 son:
| Localidad             | Población (2010) |
| --------------------- | ---------------- |
| Guadalupe de Ramírez  | 901              |
| San Ildefonso Salinas | 461              |
| Santa María Salinas   | 63               |
| Total municipio       | 1 425            |

## Política

### Representación legislativa
Para la elección de diputados locales al Congreso de Oaxaca y de diputados federales a la Cámara de Diputados federal, el municipio de Guadalupe de Ramírez se encuentra integrado en los siguientes distritos electorales:
Local:
- Distrito electoral local de 6 de Oaxaca con cabecera en Heroica Ciudad de Huajuapan de León.[4]

Federal:
- Distrito electoral federal 6 de Oaxaca con cabecera en Heroica Ciudad de Tlaxiaco.[5]